# GO!GO!!キスマイクマモトオオイタ
GO!GO!!キスマイクマモトオオイタ（GO!GO!!きすまいくまもとおおいた）は、九州旅客鉄道（JR九州）、熊本県、大分県の主催で、2017年7月1日から12月31日まで実施される熊本地震の復興支援の観光キャンペーンである。イメージキャラクターはKis-My-Ft2。

## 概要
- 九州新幹線及び特急ソニックのラッピング車両の運行
- テレビCMの放送
- パンフレットの配布、ポスターの掲示
- 熊本駅、人吉駅、三角駅、阿蘇駅、日田駅、別府駅、由布院駅での特別アナウンス
- 割引切符の販売

等が行われる。

## キスマイ新幹線
キスマイ新幹線は、九州新幹線のラッピング車両で、2017年6月30日に運転を開始した。

### 使用車両・期間
- 使用車両 - 800系U008編成[4]
- 期間 - 2017年6月30日～2017年12月12日

## キスマイソニック
キスマイソニックは、博多駅 - 大分駅・佐伯駅を結ぶ特急ソニックのラッピング車両で、2017年7月2日に運転を開始した。運転開始にあたっては、Kis-My-Ft2のメンバーが参加して大分駅で出発式が行われた。

### 使用車両・期間
- 使用車両 - 883系AO-17編成[4][6]
- 期間 - 2017年7月2日～2017年12月18日